# The Temptations Show
The Temptations Show fue un especial de televisión de una hora donde apareció el grupo musical The Temptations, el cual estuvo en el aire durante el 10 de julio de 1969. Producido por Motown Productions, tuvo como invitados especiales a George Kirby y Kaye Stevens.
Dentro de los números musicales habían sencillos de la banda como "Get Ready", "Cloud Nine" y "Run Away Child, Running Wild", canciones de pop conocidas como "Ol' Man River" y "Swanee"., y un número final, "Somebody's Keepin' Score". Al lado del especial TCB en 1968, el cual tuvo como intérpretes a The Temptations y a Diana Ross & The Supremes, esta fue una de las primeras apariciones de Dennis Edwards en el grupo. La banda sonora fue lanzada por la discográfica Motown ese mismo año.

## Lista de canciones
Lado uno

| Side one | |          |  |
| N.º      | Título | Duración |  |
| 1.       | «Opening - Get Ready» | 2:43     |  |
| 2.       | «Medley: Girl (Why You Wanna Make Me Blue) / Beauty is Only Skin Deep / You're My Everything / My Girl / Ain't Too Proud to Beg» | 5:05     |  |
| 3.       | «Temptations Introduction» | 0:35     |  |
| 4.       | «I've Got To Be Me» | 2:33     |  |
| 5.       | «Cloud Nine» | 3:07     |  |
| 6.       | «For Once in My Life» (con Kaye Stevens)                                                                                         | 2:55     |  |
| 7.       | «Try It Baby» (con Kaye Stevens)                                                                                                 | 2:40     |  |
| 8.       | «When I Lay My Burdens Down» (con George Kirby)                                                                                  | 6:12     |  |

Lado dos

| Side two |                                                                                          |          |  |
| N.º      | Título                                                                                   | Duración |  |
| 1.       | «Medley: The Best Things In Life Are Free / Life»                                        | 2:03     |  |
| 2.       | «Monologue And Medley: Ol' Man River / Swanee / Old Folks»                               | 5:11     |  |
| 3.       | «Comedy Routine: Hello, Young Lovers / Cloud Nine / If I Didn't Care» (con George Kirby) | 5:09     |  |
| 4.       | «Runaway Child, Running Wild»                                                            | 3:04     |  |
| 5.       | «Finale: Somebody's Keepin' Score» (con Kaye Stevens & George Kirby)                     | 3:25     |  |